# Erholm
Erholm är ett slott i Danmark.   Det ligger i Rørup Sogn i Assens Kommune och Region Syddanmark, i den centrala delen av landet, 160 km väster om huvudstaden Köpenhamn. Erholm ligger 63 meter över havet. Det ligger på ön Fyn, nära den gamla landsvägen mellan Odense och Middelfart, ungefär lika långt från båda städerna.
Gårdens ålder är okänd. Den ägdes 1546-1563 av Claus Basse. Den ärvdes av hans dotter Ellen Basse, gift med Otte Norby och som äktenskapet var barnlöst ärvdes gården i stället till dennes bror också gift med en dotter till Claus Basse. I början av 1700-talet tillhörde gården rådman Jeremias Split. Efter hans död gick gården till hans änka Karen Johannesdotter, och därefter till hennes nye man krigskommissarien Andreas Simonsen. Från denne ärvdes den 1725 av Andreas bror, före detta kammartjänare hos Fredrik IV. Han lät uppföra en ny mangårdsbyggnad i trä, och köpte 1759 det närbelägna godset Søndergårde samt Gjelsteds kyrka av greve Wedell och lät göra bägge godsen till fideikommiss för sin brorsons dotters kommande man. Simonsen dog 1774, och fideikommisset tillföll då lantdomaren på Fyn Lorenz Christian Ernst Cederfelt, som 1822 efterträddes av sin son med samma namn.
Den nuvarande huvudbyggnaden uppfördes 1850-1853 efter ritning av Johan Daniel Herholdt.
Terrängen runt Erholm är platt. Runt Erholm är det ganska tätbefolkat, med 96 invånare per kvadratkilometer. Närmaste större samhälle är Vissenbjerg, 5,4 km öster om Erholm. Trakten runt Erholm består till största delen av jordbruksmark.
Inlandsklimat råder i trakten. Årsmedeltemperaturen i trakten är 7 °C. Den varmaste månaden är juli, då medeltemperaturen är 17 °C, och den kallaste är januari, med −4 °C.